# یوهان وولدمار یانسن

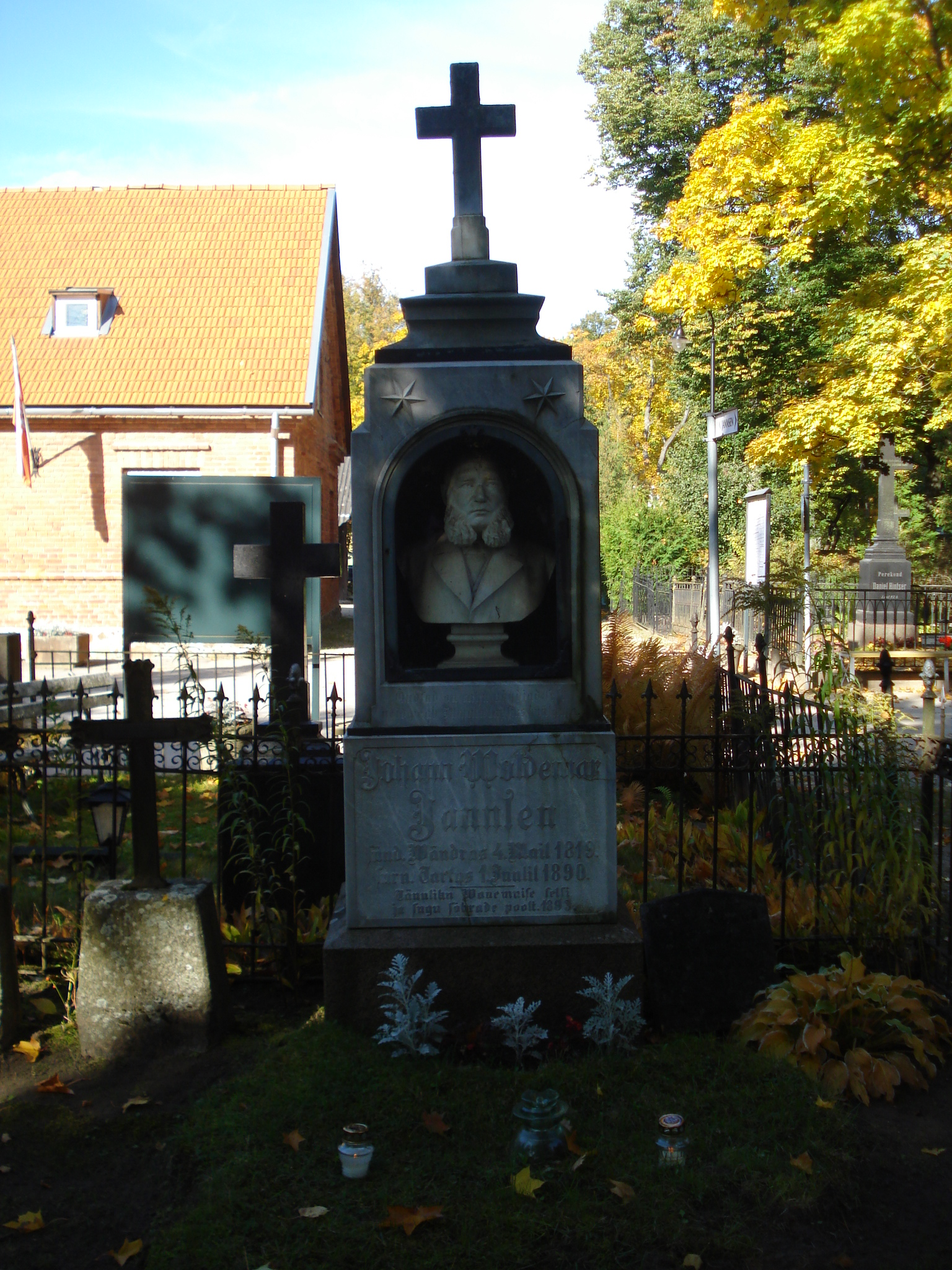
سنگ قبر در تارتو

یوهان وولدمار یانسن (استونیایی: Johann Voldemar Jannsen; ۱۶ مهٔ ۱۸۱۹ – ۱۳ ژوئیهٔ ۱۸۹۰) روزنامه‌نگار، شاعر و نویسنده اهل استونی بود.
وی که نویسنده سرود ملی استونی بوده، دخترش لیدیا کویدولا نیز شاعر و رهبر گروه کر بود که در اولین دوره جشنواره موسیقی استونی در تارتو یک گروه آوازی راه‌اندازی کرد.